# Линия Такасаки
Линия Такасаки (яп. 高崎線 такасаки сэн) — железнодорожная линия японского железнодорожного оператора East Japan Railway Company, протянувшаяся от станции Омия расположенной в городе Сайтама префектуры Сайтама до станции Такасаки расположенной в городе Такасаки префектуры Гумма.
Все составы на линии (Исключая сквозное сообщение с линией Сёнан-Синдзюку) идут от/до станции Уэно в Токио через линию Тохоку.

## Виды обслуживания
Составы на линии Такасаки обычно делятся на два вида: те которые начинают движение от станции Уэно и те которые переходят на линию с линии Сёнан-Синдзюку от станций Синдзюку, Икэбукуро и других станций на юге. Между станциями Уэно и Омия, линя использует одни и те же пути что и Линия Тохоку (Линия Уцуномия), параллельно которым идут пути линии Кэйхин-Тохоку. По линии ходят 15-ти вагонные составы серии E231 series; К северу от станции Кагохара, ходят 10-ти вагонные составы.

### Limited express / express
До открытия линий Дзёэцу-синкансэн в 1982-м году и Нагано-синкансэн в 1997-м году, по линии ходили многие скорые поезда направляющиеся в префектуры Ниигата и Нагано. С постройкой линий синкансэн осталось только несколько видов подобных экспрессов:
- Akagi / Weekend Akagi (Уэно — Маэбаси)
- Minakami (Уэно — Минаками)
- Kusatsu (Уэно — Мандза-Кавагути)
- Akebono (Уэно — Аомори)
- Hokuriku, Noto (Уэно — Канадзава)

### Home Liner Kōnosu
4 состава отправляются от станции Уэно до Коносу каждый вечер в будние дни. Посадка пассажиров возможна только на станции Уэно. Используются 7-вагонные электрички серии 185 series и 9-вагонные серии 489 series.

### Local/rapid (от/до станции Уэно)

#### Commuter rapid
Используются электрички серий E231 series и 211 series по вечерам в будние дни, отправляются с Уэно между 18:30 и 22:30 и со станции Такасаки между 17:30 и 20:30.

#### RapidUrban
Между станциями Уэно и Такасаки. Делает ограниченное число остановок.

#### Local
Приблизительно 4 состава в час, некоторые доезжают до станции Кагохара, остальные продолжают движение до станций Такасаки, Син-Мэбаси и Маэбаси.

### Shōnan-Shinjuku Line
По линии Такасаки ходят составы линии Сёнан-Синдзюку типов special rapid и rapid, каждый приблизительно раз в час. Они не останавливаются на станциях Урава и Сайтама-Синтосин так как на данных станциях нет доступных для них платформ. К 2012 году планируется открытие новых платформ на станции Урава.

#### Special Rapid
Раз в час до станции Такасаки. Эти составы не останавливаются на станции Эбису.

#### Rapid
Раз в час до станции Кагохара, останавливаются на всех станциях.

## Станции
- Местные поезда останавливаются на всех станциях (кроме Ниппори).
- Все скорые поезда, Home Liner, и поезда линии Сёнан-Синдзюку останавливаются на станциях помеченных символом «●»; некоторые из них останавливаются на станциях помеченных символом «▲»; все поезда проезжают станции помеченные символом «｜».

| Название линии | Станция | Японское название | Расстояние (км) | Расстояние (км) | Расстояние (км) | Rapid Urban | Comm. Rapid | Home Liner Kōnosu | Линия Сёнан- Синдзюку | Линия Сёнан- Синдзюку | Пересадки | Расположение | Расположение |
| Название линии | Станция | Японское название | Между станциями | Всего | Всего | Rapid Urban | Comm. Rapid | Home Liner Kōnosu | Линия Сёнан- Синдзюку | Линия Сёнан- Синдзюку | Пересадки | Расположение | Расположение |
| Название линии | Станция | Японское название | Между станциями | от станции Уэно | от станции Омия | Rapid Urban | Comm. Rapid | Home Liner Kōnosu | Rapid | Special Rapid | Пересадки | Расположение | Расположение |
| Сквозное сообщение с линией Сёнан-Синдзюку до станций Икэбукуро и Синдзюку и с линией Токайдо до станций Хирацука, Кодзу и Одавара | Сквозное сообщение с линией Сёнан-Синдзюку до станций Икэбукуро и Синдзюку и с линией Токайдо до станций Хирацука, Кодзу и Одавара | Сквозное сообщение с линией Сёнан-Синдзюку до станций Икэбукуро и Синдзюку и с линией Токайдо до станций Хирацука, Кодзу и Одавара | Сквозное сообщение с линией Сёнан-Синдзюку до станций Икэбукуро и Синдзюку и с линией Токайдо до станций Хирацука, Кодзу и Одавара | Сквозное сообщение с линией Сёнан-Синдзюку до станций Икэбукуро и Синдзюку и с линией Токайдо до станций Хирацука, Кодзу и Одавара | Сквозное сообщение с линией Сёнан-Синдзюку до станций Икэбукуро и Синдзюку и с линией Токайдо до станций Хирацука, Кодзу и Одавара | Сквозное сообщение с линией Сёнан-Синдзюку до станций Икэбукуро и Синдзюку и с линией Токайдо до станций Хирацука, Кодзу и Одавара | Сквозное сообщение с линией Сёнан-Синдзюку до станций Икэбукуро и Синдзюку и с линией Токайдо до станций Хирацука, Кодзу и Одавара | Сквозное сообщение с линией Сёнан-Синдзюку до станций Икэбукуро и Синдзюку и с линией Токайдо до станций Хирацука, Кодзу и Одавара | Сквозное сообщение с линией Сёнан-Синдзюку до станций Икэбукуро и Синдзюку и с линией Токайдо до станций Хирацука, Кодзу и Одавара | Сквозное сообщение с линией Сёнан-Синдзюку до станций Икэбукуро и Синдзюку и с линией Токайдо до станций Хирацука, Кодзу и Одавара | Сквозное сообщение с линией Сёнан-Синдзюку до станций Икэбукуро и Синдзюку и с линией Токайдо до станций Хирацука, Кодзу и Одавара | Сквозное сообщение с линией Сёнан-Синдзюку до станций Икэбукуро и Синдзюку и с линией Токайдо до станций Хирацука, Кодзу и Одавара | Сквозное сообщение с линией Сёнан-Синдзюку до станций Икэбукуро и Синдзюку и с линией Токайдо до станций Хирацука, Кодзу и Одавара |
| --- | --- | --- | --- | --- | --- | --- | --- | --- | --- | --- | --- | --- | --- |
| Линия Тохоку | Уэно | 上野 | - | 0.0 | 26.9 | ● | ● | ● | ∥ | ∥ | Тохоку-синкансэн, Ямагата-синкансэн, Акита-синкансэн, Дзёэцу-синкансэн, Нагано-синкансэн, Линия Яманотэ, Линия Кэйхин-Тохоку, Линия Тохоку (Линия Уцуномия), Линия Дзёбан Линия Гиндза (G-16), Линия Хибия (H-17) Линия Кэйсэй (Кэйсэй-Уэно)                 | Тайто | Токио |
| Линия Тохоку | Оку | 尾久 | 2.6 | 4.8 | 22.1 | ｜ | ● | ｜ | ∥ | ∥ | | Кита | Токио |
| Линия Тохоку | Акабанэ | 赤羽 | 5.0 | 9.8 | 17.1 | ● | ● | ｜ | ■ | ■ | Линия Кэйхин-Тохоку, Линия Сёнан-Синдзюку, Линия Сайкё | Кита | Токио |
| Линия Тохоку | Урава | 浦和 | 11.0 | 20.8 | 6.1 | ● | ● | ● | ｜ | ｜ | Линия Кэйхин-Тохоку | Сайтама | Сайтама |
| Линия Тохоку | Сайтама-Синтосин | さいたま新都心 | 4.5 | 25.3 | 1.6 | ｜ | ｜ | ｜ | ｜ | ｜ | Линия Кэйхин-Тохоку | Сайтама | Сайтама |
| Линия Тохоку | Омия | 大宮 | 1.6 | 26.9 | 0.0 | ● | ● | ● | ● | ● | Тохоку-синкансэн, Ямагата-синкансэн, Акита-синкансэн, Дзёэцу-синкансэн, Нагано-синкансэн, Линия Кэйхин-Тохоку, Линия Тохоку (Линия Уцуномия), Линия Сёнан-Синдзюку, Линия Сайкё, Линия Кавагоэ Линия Нода Saitama New Urban Transit: Линия Ина (New Shuttle) | Сайтама | Сайтама |
| Линия Такасаки | Омия | 大宮 | 1.6 | 26.9 | 0.0 | ● | ● | ● | ● | ● | Тохоку-синкансэн, Ямагата-синкансэн, Акита-синкансэн, Дзёэцу-синкансэн, Нагано-синкансэн, Линия Кэйхин-Тохоку, Линия Тохоку (Линия Уцуномия), Линия Сёнан-Синдзюку, Линия Сайкё, Линия Кавагоэ Линия Нода Saitama New Urban Transit: Линия Ина (New Shuttle) | Сайтама | Сайтама |
| Мияхара | 宮原 | 4.0 | 30.9 | 4.0 | ｜ | ｜ | ｜ | ● | ｜ | | Сайтама | | Сайтама |
| Агэо | 上尾 | 4.2 | 35.1 | 8.2 | ● | ▲ | ● | ● | ● | | Агео | | Сайтама |
| Кита-Агэо | 北上尾 | 1.7 | 36.8 | 9.9 | ｜ | ｜ | ｜ | ● | ｜ | | Агео | | Сайтама |
| Окэгава | 桶川 | 1.9 | 38.7 | 11.8 | ● | ▲ | ● | ● | ● | | Окегава | | Сайтама |
| Китамото | 北本 | 4.6 | 43.3 | 16.4 | ｜ | ｜ | ● | ● | ● | | Китамото | | Сайтама |
| Коносу | 鴻巣 | 3.6 | 46.9 | 20.0 | ● | ● | ● | ● | ● | | Коносу | | Сайтама |
| Кита-Коносу | 北鴻巣 | 4.3 | 51.2 | 24.3 | ｜ | ｜ | | ● | ｜ | | Коносу | | Сайтама |
| Фукиагэ | 吹上 | 3.0 | 54.2 | 27.3 | ｜ | ｜ | | ● | ｜ | | Коносу | | Сайтама |
| Гёда | 行田 | 2.3 | 56.5 | 29.6 | ｜ | ｜ | | ● | ｜ | | Гёда | | Сайтама |
| Кумагая | 熊谷 | 4.8 | 61.3 | 34.4 | ● | ● | | ● | ● | Дзёэцу-синкансэн, Нагано-синкансэн Линия Титибу                                                                                    | Кумагая | | Сайтама |
| Грузовой терминал Кумагая | 熊谷貨物ターミナル | 4.9 | 66.2 | 39.3 | ｜ | ｜ | | ｜ | ｜ | Chichibu Railway Линия Микадзири (грузовая)                                                                                        | Кумагая | | Сайтама |
| Кагохара | 籠原 | 1.7 | 67.9 | 41.0 | ● | ● | | ● | ● | | Кумагая | | Сайтама |
| Фукая | 深谷 | 4.8 | 72.7 | 45.8 | ● | ● | | ● | ● | | Фукая | | Сайтама |
| Окабэ | 岡部 | 4.3 | 77.0 | 50.1 | ● | ● | | ● | ● | | Фукая | | Сайтама |
| Хондзё | 本庄 | 5.6 | 82.6 | 55.7 | ● | ● | | ● | ● | | Хондзё | | Сайтама |
| Дзимбохара | 神保原 | 4.0 | 86.6 | 59.7 | ● | ● | | ● | ● | | Камисато | | Сайтама |
| Симмати | 新町 | 4.5 | 91.1 | 64.2 | ● | ● | | ● | ● | | Такасаки | Гумма | |
| Курагано | 倉賀野 | 6.1 | 97.2 | 70.3 | ● | ● | | ● | ● | Линия Хатико | Такасаки | Гумма | |
| Такасаки | 高崎 | 2.5 | 101.6 | 74.7 | ● | ● | | ● | ● | Дзёэцу-синкансэн, Нагано-синкансэн, Линия Дзёэцу (сквозное сообщение), Линия Рёмо, Линия Агацума, линия Синъэцу Линия Дзёсин       | Такасаки | Гумма | |
| Сквозное сообщение с линией Дзёэцу до станции Син-Маэбаси и с линией Рёмо до станции Маэбаси                                       | | | | | | | | | | | | | |

1. ↑  Все составы линии Хатико идут до станции Такасаки.
2. 1 2  Хотя официально конечная станция линии Рёмо это Син-Маэбаси, а линии Агацума — Сибукава, составы обеих линий проходят через Такасаки.